# Виноград Наталія Олексіївна
Виноград Наталія Олексіївна — український епідемолог, доктор медичних наук (1996), професор (2001), завідувач кафедри епідеміології Львівського національного медичного університету імені Данила Галицького, головний спеціаліст МОЗ України за спеціальністю «Епідеміологія» (2005), радник МНС України з питань протиепідемічного захисту населення та біобезпеки (від 2005), експерт ВООЗ з реагування на біологічні загрози, декан Східноєвропейського відділення Суперкурсу ВООЗ, радник Міністра з питань біологічної безпеки МНС України, член ЦМК МОЗ України, член Оперативного штабу МОЗ України, член двох спеціалізованих рад із захисту докторських дисертацій Д 26.003.01 та Д 26.614-2, член обласної атестаційної комісії.

## Біографія
Народилася Наталія Виноград 28 серпня 1956 року у селі Старий Кривин Хмельницької області.
У 1979 закінчила санітарно-гігієнічний факультет Львівського медичного інституту. Від того часу проживає у Львові.
З 1979 по 1982 рік працювала молодшим науковим співпрацівником Львівського НДІ епідеміології та мікробіології, у 1982 — старший лаборант кафедри мікробіології.
1984—1985 — молодший науковий співпрацівник кафедри дерматовенерології Львівського медичного інституту.
З 1985 по 1988 рік працювала молодшим науковим співпрацівником лабораторії хламідіозів Львівського НДІ епідеміології та мікробіології.
1988—1990 — аспірант Московського НДІ епідеміології.
У 1990—1991 Наталія Виноград була молодшим науковим співпрацівником Львівського НДІ спадкової патології, а 1991—1996 — асистентом.
У 1990 отримала звання кандидата медичних наук.
У 1996 році Наталія Виноград стала доцентом кафедри мікробіології і отримала науковий ступінь «доктор медичних наук».
З 1997 по 2001 року — завідувач курсу епідеміології кафедри дитячих інфекційних хвороб.
У 2007—2008 році Наталія Виноград працювала завідувачем кафедри мікробіології з курсом епідеміології НМАПО ім. П. Л. Шупика.
Від 2001 стала завідувачем кафедри епідеміології Львівського медичного університету і отримала звання професора.
У 2005 році — головний спеціаліст МОЗ України за спеціальністю «Епідеміологія» та радник МНС України з питань протиепідемічного захисту населення та біобезпеки.
З 2007 по 2009 рік Наталія Виноград очолювала кафедру мікробіології, епідеміології та інфекційного контролю НМАПО ім. П. Л. Шупика.

### Напрями роботи
Напрями наукових досліджень:
- питання екології довкілля та крайової епідеміології;
- епідеміологія та лікування захворювань невенеричної природи, що передаються статевим шляхом;
- вивчення противірусних та антибактеріальних властивостей нових синтетичних фармакологічних препаратів, а також препаратів рослинного та природного походження;
- інтерферон та його індуктори.

## Нагороди
- Почесна грамота департаменту охорони здоров'я Львівської обласної державної адміністрації та Львівської обласної організації профспілки працівників охорони здоров'я України[9]
- Подяка Львівської обласної ради[9]
- Орден княгині Ольги ІІІ ступеня (23 серпня 2021) — за значний особистий внесок у державне будівництво, зміцнення обороноздатності, соціально-економічний, науково-технічний, культурно-освітній розвиток Української держави, вагомі трудові досягнення, багаторічну сумлінну працю та з нагоди 30-ї річниці незалежності України[10]

## Особисте життя
Наталія Виноград була одружена з Виноградом Іваном Андрійовичем, лікарем-вірусологом.